# 寒沢町
寒沢町（かんざわちょう）は青森県弘前市の地名。郵便番号は036-8226。2017年6月1日現在の人口は585人、世帯数は356世帯。

## 地理
- 弘南鉄道大鰐線弘前学院大前駅・弘高下駅沿線の西側、弘高下駅寄りに位置する町。北から西南にかけて桔梗野、南は西ケ丘町、東は富士見町に接する。

- 文京町・西ケ丘町とともに弘前大学の裏手であり、弘前学院大学が近いことからアパート・下宿が多く見られる。

## 歴史

### 沿革
- 1956年（昭和31年） - 富田から分離、寒沢町になる。

## 施設

### 教育
- 社会福祉法人清水会寒沢保育園

### 教会
- 弘前福音キリスト教会

## 小・中学校の学区
市立小・中学校に通う場合、学区は以下の通りとなる。
| 大字   | 番地 | 小学校             | 中学校             |
| ------ | ---- | ------------------ | ------------------ |
| 寒沢町 | 全域 | 弘前市立大成小学校 | 弘前市立第三中学校 |

## 交通
- 弘南バス

文京町（ミニバス 城南経由桜ヶ丘団地線）停留所。
- 弘南鉄道大鰐線

弘高下駅